# أولف أندرسون
أولف أندرسون Ulf Andersson لاعب شطرنج سويدي يحمل لقب أستاذ كبير.
- ولد في 27 يونيو 1951 في فاستيراس.
- حصل على لقب أستاذ دولي عام 1970.
- حصل على لقب أستاذ كبير عام 1972.
- أفضل مركز له كان بلوغه المركز الرابع في تصنيف لاعبي العالم وفق الاتحاد الدولي للشطرنج.

## وصلات خارجية
- أولف أندرسون على موقع الاتحاد الدولي للشطرنج (الإنجليزية)
- أولف أندرسون على موقع مباريات الشطرنج (الإنجليزية)
- أولف أندرسون على موقع 365Chess.com (الإنجليزية)
- أولف أندرسون على موقع Chesstempo.com (الإنجليزية)
- أولف أندرسون على موقع اتحاد المراسلات الدولية للشطرنج (الإنجليزية)
- أولف أندرسون سجل أولمبياد الشطرنج على موقع OlimpBase.org (الإنجليزية)